# Albert Richter
Albert Richter (ur. 14 października 1912 w Kolonii, zm. 2 stycznia 1940 w Lörrach) – niemiecki kolarz torowy i szosowy, ośmiokrotny medalista torowych mistrzostw świata.

## Kariera
Albert Richter urodził się w Kolonii, jego ojciec był przedsiębiorcą. Miał dwóch braci, wszyscy uczyli się gry na instrumentach – Albert wybrał skrzypce. Pierwszy kontakt z kolarstwem miał w wieku 16 lat. Albert trenował w tajemnicy przed ojcem, który nie pochwalał zainteresowań syna. Wkrótce Richter zwrócił uwagę Ernsta Berlinera, byłego kolarza, który na początku lat 30. XX wieku był już uznanym trenerem. W 1932 roku Niemiec wystartował na mistrzostwach świata w Rzymie, gdzie wywalczył złoty medal w sprincie indywidualnym amatorów. Chciał także wystąpić na rozgrywanych w tym samym roku igrzyskach olimpijskich w Los Angeles, jednak nie został wybrany do reprezentacji.
Od 1933 roku startował jako zawodowiec i już na mistrzostwach świata w Paryżu zdobył brązowy medal w sprincie, ulegając jedynie Belgowi Jefowi Scherensowi i Francuzowi Lucienowi Michardowi. W swej koronnej konkurencji zdobył jeszcze sześć medali: srebrne na MŚ w Lipsku (1934) i MŚ w Brukseli (1935) oraz brązowe podczas MŚ w Zurychu (1936), MŚ w Kopenhadze (1937), MŚ w Amsterdamie (1938) i MŚ w Mediolanie (1939). Podczas tej ostatniej imprezy nie rozegrano wyścigu finałowego, gdyż III Rzesza dokonała inwazji na Polskę, rozpoczynając II wojnę światową.
Richter był znany ze swoich antynazistowskich poglądów i jako, że nie chciał zostać przymusowo wcielony do wojska postanowił wyemigrować do Szwajcarii. 31 grudnia 1939 roku wsiadł do pociągu zmierzającego do Szwajcarii. Według relacji dwóch holenderskich kolarzy: Ceesa Pellenaarsa i Cora Walsa, którzy również podróżowali tym pociągiem, podczas kontroli granicznej w Weil am Rhein do przedziału Richtera weszli niemieccy żołnierze. Richtera wyrzucono nieprzytomnego z pociągu, z przedziału bagażowego wyciągnięto jego rower, Po przebiciu opon roweru okazało się, że w środku schowane były pieniądze w sumie 12 700 marek. Wciąż nieprzytomnego Richtera zabrano z peronu i wsadzono do ciężarówki jadącej do Lörrach. Nikt już więcej nie widział niemieckiego kolarza.